# Turks- och Caicosöarnas vapen
Turks- och Caicosöarnas vapen innehåller en vapensköld som består av exempel på den inhemska faunan och floran: en snäcka, en hummer och en kaktus, mot en gul bakgrund. Sköldhållarna är flamingor, och hjälmprydnaden består av en pelikan mellan två sisalplantor.